# Anbrachen

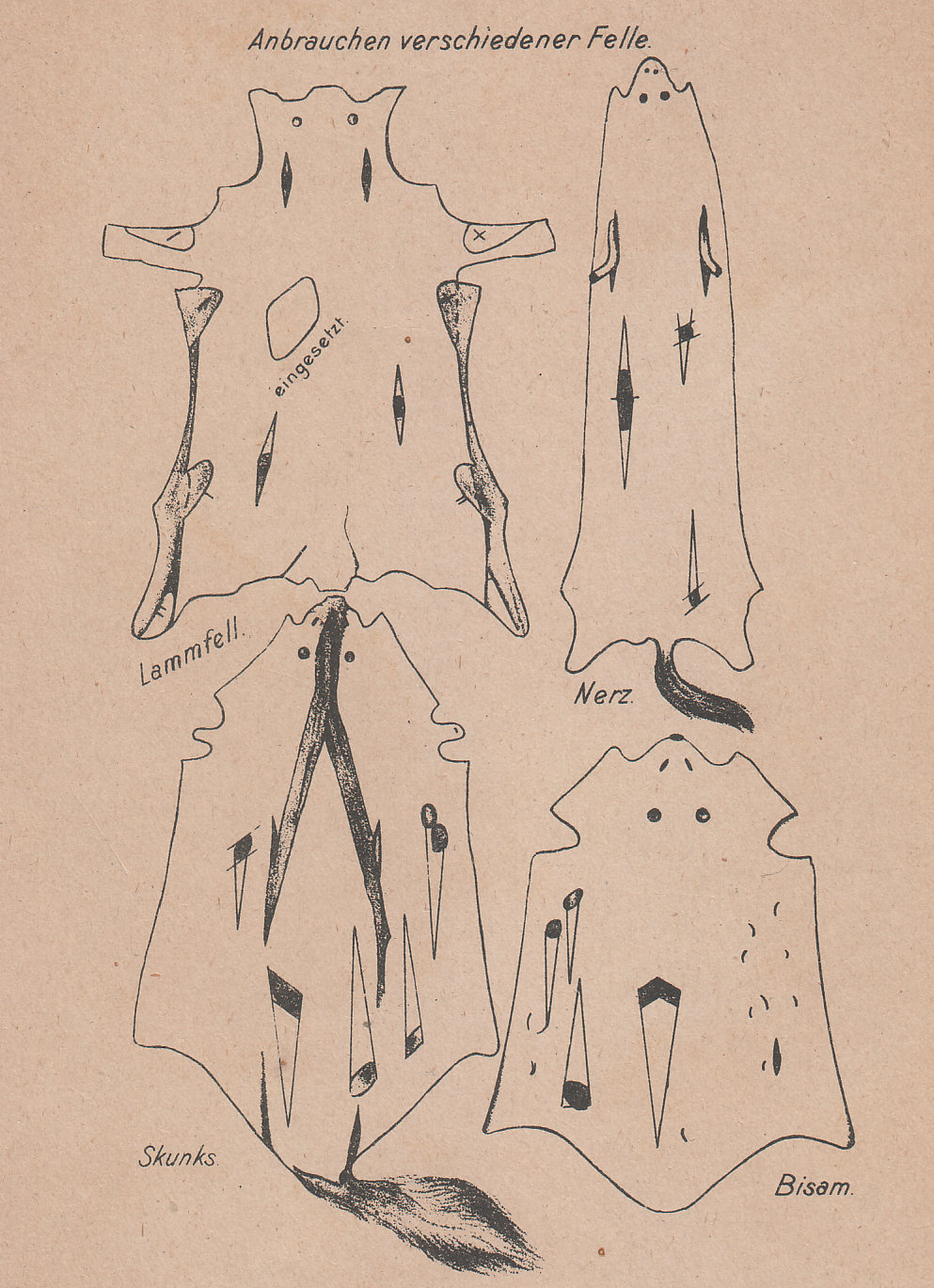
Anbrachen im Jahr 1895
Lamm-, Nerz-, Skunks- und Bisamfell

Das Anbrachen, vormals auch Anbrauchen oder Anbraken, in Österreich auch Bestechen genannt, bezeichnet den ersten Arbeitsgang der Pelzherstellung in der Kürschnerei, das „brauchbar machen“ gegerbter Felle durch das Entfernen von Schadstellen, die das Aussehen oder die Haltbarkeit des Endproduktes beeinträchtigen würden. Dies erfolgt durch das Herausschneiden der Stellen in Ellipsen, das Einsetzen von Fellstücken oder Schließen der Fehlflächen durch andere geeignete Arbeitstechniken, wie Zunge ziehen oder, sehr selten, das Umsetzen. Gleichzeitig werden auch natürliche, im Endprodukt störende Fellteile beseitigt, wie zum Beispiel die Mähne beim Fohlenfell oder der Nackenwirbel beim Kalbfell. Das abschließende Nähen geschieht in Fachbetrieben heute mit der Pelznähmaschine, wie beim Handnähen mit einem Überwendlichstich.

## Allgemein

Kalbfell, Beseitigen des Nacken- und Stirnwirbels durch Drehen des Kopfteils
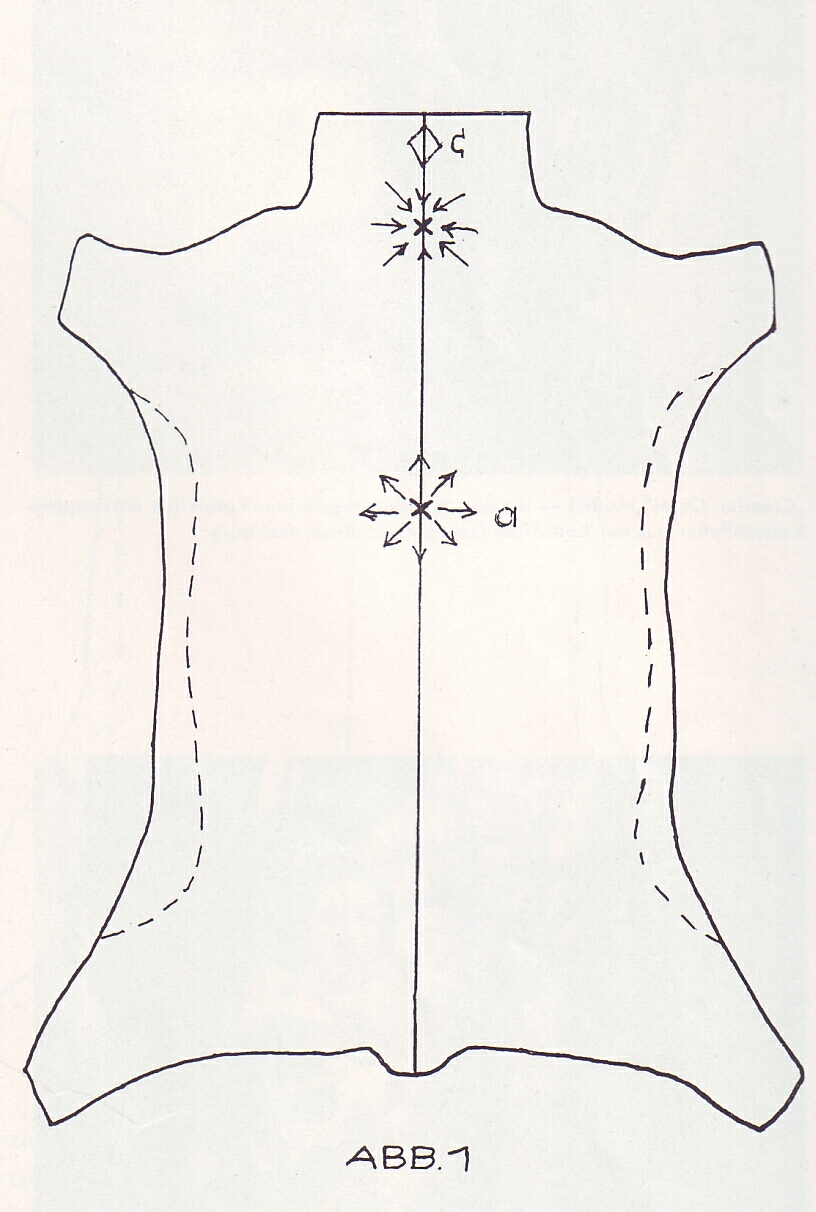
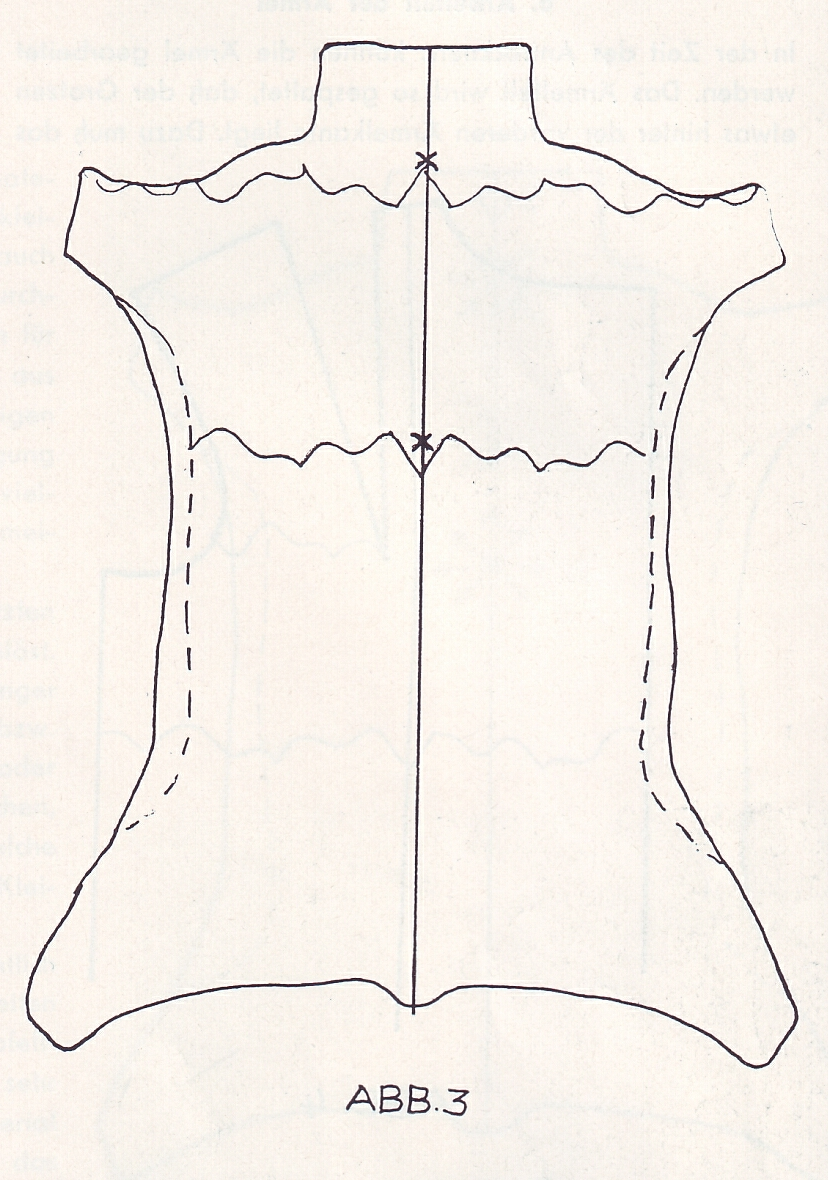

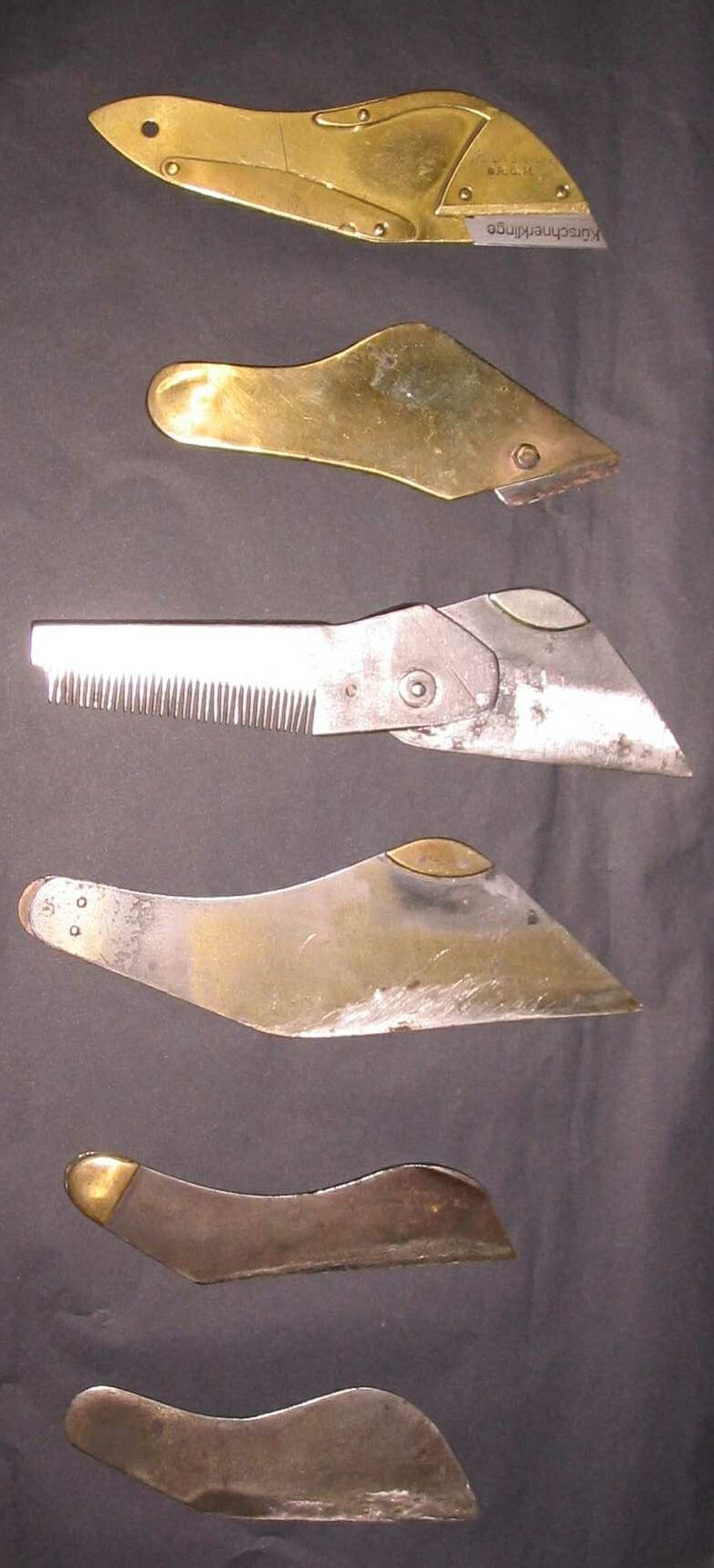
Sechs Kürschnermesser, oben ein heute gebräuchlicher Klingenhalter

Schäden in Fellen können die verschiedensten Ursachen haben. Sie können durch Bisse oder sonstige Verletzungen schon beim lebenden Tier verursacht sein, durch Schusslöcher, durch Einschnitte beim Abbalgen oder bei der Pelzzurichtung oder durch unsachgemäßes Spannen und Trocknen des Rohfells. Auch Nachwuchsstellen (Zwiewuchs, Unterwuchs) können störend sein und müssen beseitigt werden. Am häufigsten treten kahle Stellen auf, vom deutschsprachigen Kürschner „Kahlauer“ genannt. Die durch eine Verletzung der Haut zurückgebliebenen verdickten Narbenstellen nennt der Häutehandel „Pflaster“, in der Kürschnerei ist dafür wohl kein eigener Begriff gebräuchlich.
Die zu beseitigenden Störstellen können sein:
Im Haar:
Kahlstellen (Blößen, Kahlauer), dünnbehaarte, beriebene oder verfilzte Stellen, Nach- oder Zwiewuchs, Scher- oder Farbfehler, Mähne, Wirbel, Zitzen und die Rammelstellen beim Hamsterfell.
Im Leder:
Bissstellen, Fleischerschnitte, Fraßlöcher (Schädlingsfraß, unter anderem durch Käfer, Würmer, Ratten, Mäuse), Schusslöcher, Fehler durch sogenanntes Verbrennen oder Verstinken (harte, teils kahle Stellen, Fäulnisschäden beim Rohfell), Schnatten (Narbenbrüche im Oberleder der Haarseite), Zitzenlöcher, Risse und Zurichternähte.
Der volle Umfang der Schäden tritt meist erstmals nach der Zurichtung zum Vorschein. Mitunter entstehen die Schäden erst während der Zurichtung, dünnledrige Felle sind hierfür empfindlicher als schwerledrige. Je nach der Form der Schadstellen lassen sie sich bis zu einem gewissen Umfang durch spezielle Schnitttechniken entfernen. Idealerweise sollen die reparierten Stellen auf der Haarseite nicht zu erkennen sein. Solange die aufzufüllenden Stellen nicht zu groß sind, ist dies bei weichem und nicht zu kurzem Haar fachlich möglich (zum Beispiel bei Fuchsfell, Waschbärfell, Nerz und ähnlichen Haarstrukturen). Bei sehr hartem oder sehr kurzem Haar bleiben die Nähte häufig sichtbar, hier werden Nähte deshalb so gering wie möglich gehalten (zum Beispiel bei Seehund, besonders beim kurzhaarigen, geschorenen Lakoda-Seal, bei flachem Breitschwanz, hier besonders bei dünnhaarigem unmoirierten Galjak). Die Anbrachstellen bei Lakoda-, Breitschwanz- und Galjakfellen müssen deshalb häufig zeitaufwändig mit feiner auszuführenden Handnähten geschlossen werden.
Philipp Manes, der von den Nationalsozialisten ermordete Pelzkommissionär und Historiker der Pelzbranche, schrieb 1941: „Das ‚Anbrachen‘ des Felles, d. h. sein Ausflicken und Ausmerzen schlechter Stellen erfordert ein geübtes Auge. Ein erfahrener Anbracher kann viele tausend Mark retten, wenn er jedes Fell mit einem Blick und schnellem Handgriff zu reparieren versteht. Man sehe sich einen gallonierten Silberfuchs an, der, in schmale Streifen zerschnitten, je nachdem Länge oder reite verdoppelt. Oder das teuerste Nerzfell, wie es ausgelassen erst wertvoll und schön ist.“
Das Ausmaß der schadhaften Felle in den einzelnen Warenpartien wie sie auf die Weltmärkte kommen, ist je nach Qualitätsstufe verschieden. Beste und bessere Sorten (I und II) weisen weniger Schäden auf. Die besten Qualitäten sind oft frei von jeglichen Schäden in Leder und Haar, das gilt beispielsweise inzwischen für fast alle angelieferten Zuchtnerzfelle. Geringere Sorten (III, IV, V), insbesondere aber „damaged“ (Beschädigte) enthalten teilweise viele schadhafte Felle, nach den Standards der 1950er Jahre waren das mitunter bis zu 50 Prozent einer Partie, bei damaged bis 100 Prozent.
Meist werden erheblichere Schäden schon durch den Rauchwarengroßhandel beseitigt. Größere Betriebe unterhielten hierfür eigene Kürschnerwerkstätten, auch Anbrache-Werkstätten genannt. Vielfach wurden die schadhaften Felle auch außer Haus, zu einem Zwischenmeister, zum Anbrachen gegeben. Die in den Anbrachkürschnereien beschäftigten Arbeitnehmer, die häufig keine volle Berufsausbildung hatten, sondern nur für diese Arbeiten angelernt worden waren, wurden als Anbracher, oder mitunter nach der Tätigkeit des Glattspannens der Felle, als Zwecker bezeichnet. Kommen die Felle, sortiert in Fellbunde, zum Kürschner, sind sie meist frei von größeren Schäden. Lediglich die immer dünnledrigen und schwachbehaarten Breitschwanzfelle werden ausschließlich vom Endverarbeiter angebracht.

## Arbeitstechniken

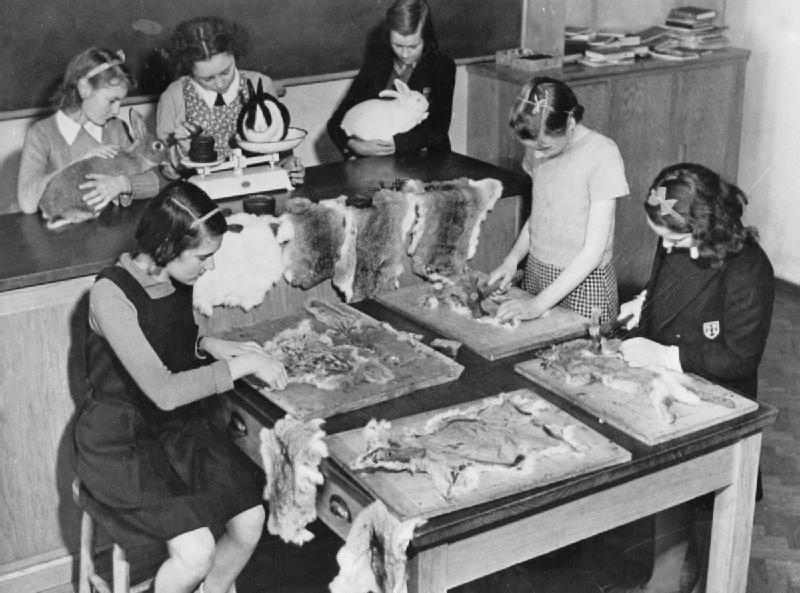
Englische Mädchen spannen Kaninfelle während des Zweiten Weltkriegs
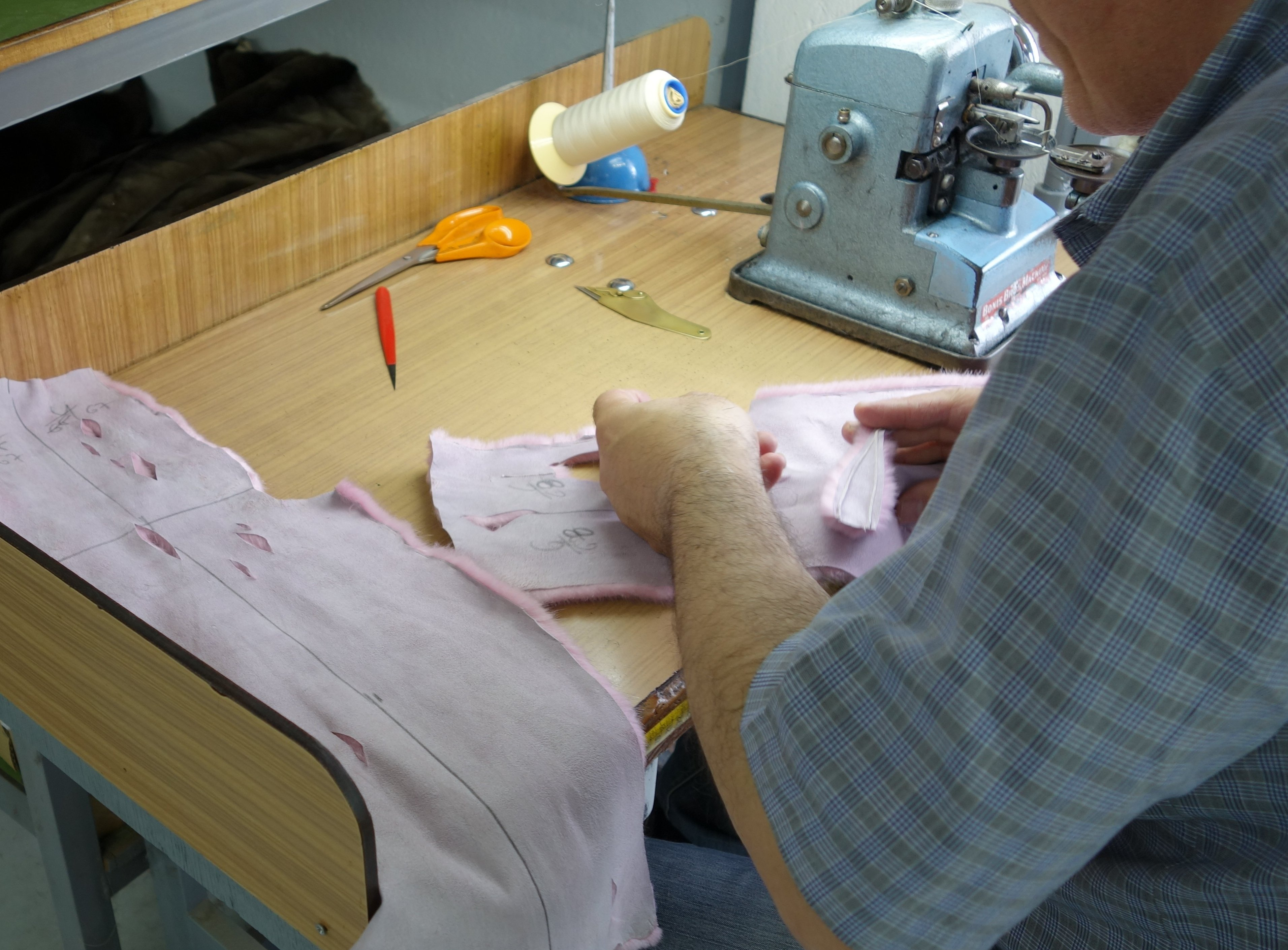
Kürschner näht eine Doppelzunge in einem Nerzfell

Eine große Anzahl von Fellen ist nach der Pelzzurichtung noch rund geschlossen, wenn sie zur Endverarbeitung kommen. In der Regel sind dies die edleren Fellsorten, vor allem die Marderarten, wie auch der Nerz, sofern sie nicht bei der Veredlung, wie dem Scheren, Rupfen oder Färben bereits aufgeschnitten und damit flachgelegt wurden. Bis auf wenige Fellarten, wie das Luchsfell, früher das Desmanfell, manchmal das Nutriafell, bei denen das Bauchfell schöner ist als der Rücken, werden alle im Bauch aufgeschnitten. Dies muss exakt in der Bauchmitte erfolgen. Ausnahmen können Felle von Arten sein, bei denen der Bauch nicht verwendet werden kann, weil das Haar zu schütter ist, wie Skunksfell oder Opossumfell, hier wird beim Aufschneiden das Bauchteil direkt herausgeschnitten. Eine weitere Ausnahme sind die Fellarten, bei denen Rücken und Wamme getrennt verarbeitet werden, wie Bisamfell und Fehfell. Gerade hierbei ist auf größte Gleichmäßigkeit zu achten, damit sowohl Wamme wie Rücken nicht schief werden. Möglichst wird zum Aufschneiden eine auf die Fellgröße abgestimmte Holzscheide eingeführt, zum Beispiel eine Nerzscheide, oder, wenn nicht passend vorhanden, ein Lineal. Das verhindert, dass beim Schneiden versehentlich der Fellrücken mit erfasst wird. Mit dem Haarstrich, also am Kopf beginnend, wird mit dem Kürschnermesser, die Schneide nach oben, das Fell aufgeschnitten. Anschließend werden in der Regel zwei Schnitte zu den Vorderpfoten gelegt, so dass die Pfoten sich jetzt an den Fellseiten befinden.
Dem eigentlichen Anbrachen geht das Anzeichnen des Grotzens voraus, der in der Regel farblich und oft auch in der Haarlänge abweichenden Fellmitte. Dies geschieht von der Haarseite aus mit dem Kopierrad, durch Markieren mit Stecknadeln, kaum noch mit dem Grotzenstecher. Eine außerdem gebräuchliche Methode ist es, das Fell mit dem aufgekämmten Haar auf die Arbeitsplatte zu legen, den Kürschner-Messingkamm mit den Zinken auf das Fell zu drücken und mit einem kurzen Ruck das Fell über die Platte zu ziehen. Jede dieser Methoden hinterlässt eine Spur auf der Lederseite, die mit einer gestrichelten Linie fixiert wird. Zusätzlich ist es häufig sinnvoll, für die Weiterverarbeitung auch andere markante Fellzeichnungen zu markieren, insbesondere die Kreuzpartie in der Höhe der Vorderpfoten.
Durch scharfes Knicken des Fells, Aufkämmen und Anpusten des Haars werden nicht direkt auffällige Kahl-, Filz- und sonstige Schadstellen gefunden. Verschiedene Geräte, die das Anblasen maschinell vornehmen, waren bereits im ersten Viertel des 20. Jahrhunderts entwickelt, haben sich jedoch nicht durchgesetzt. Je nach Struktur und Wert des Felles wird die Schadstelle von der Haarseite aus markiert: mit Stecknadeln; dem Grotzenstecher (die Stechahle des Kürschners); wie beim Anzeichnen des Grotzens mit dem Kamm durch Aufdrücken mit der hinteren Spitze des Klingenhalters bei gleichzeitigem, kurzen Ziehen über die Arbeitsplatte oder durch „Anstechen“ (seltener: „Bestechen“) mit dem Kürschnermesser. Oder sie werden von der Haarseite her direkt herausgeschnitten, ansonsten entsprechend der Markierungen von der Lederseite aus. Querschnitte sind zu vermeiden, da sie am stärksten markieren, insbesondere wegen der beim Nähen mit der Pelznähmaschine mitgefassten, aus ihrer natürlichen Stellung gebrachten Haare. Anstelle eines Rechtecks wird deshalb beim Herausstechen der Fehlstelle die Form eines Parallelogramms angestrebt. Bis auf die Reparatur durch eine Ellipse sind alle Fehlstellen in einer eckigen, geometrisch regelmäßigen Form herauszuschneiden, Rundungen lassen sich mit der Pelznähmaschine weniger gut und sauber nähen.
Im Arbeitsgang des Anbrachens erfolgt unter Umständen bei manchen Fellarten auch das Ausstechen der Diechen, der meist schwächer behaarten Stellen am Ansatz der Pfoten (Persianer).
Außer beim Einsetzen passender Stücke werden die Schadstellen zwar beseitigt, aber das herausgeschnittene Fellteil wird nicht wirklich ersetzt. Es entstehen Verwerfungen im Leder, es ist nicht mehr eben. Durch ein abschließendes feuchtes Ausspannen (Zwecken) oder Abstrecken wird das Fell wieder geglättet, gleichzeitig werden die feuchten Nähte mit dem Nahtroller oder dem Streckholz abgeflacht. Die besondere Gerbung der Felle, die Pelzzurichtung, trägt dieser Anforderung an das Pelzleder Rechnung, indem sie für die Pelze, die mit dem Haar nach außen getragen werden, ein im feuchten Zustand möglichst zügiges Leder herstellt. Veloutierte Pelze mit der Lederseite nach außen dürfen sich bei Nässe nicht verändern und werden entsprechend anders zugerichtet, sie werden allerdings schon aus optischen Gründen in der Regel nicht angebracht (Nähte auf der Außenseite des Kleidungsstücks), hierfür müssen Felle oder Fellteile ohne Schadstellen im Leder und ohne Kahlstellen im Haar ausgesucht werden.

### Ellipsen

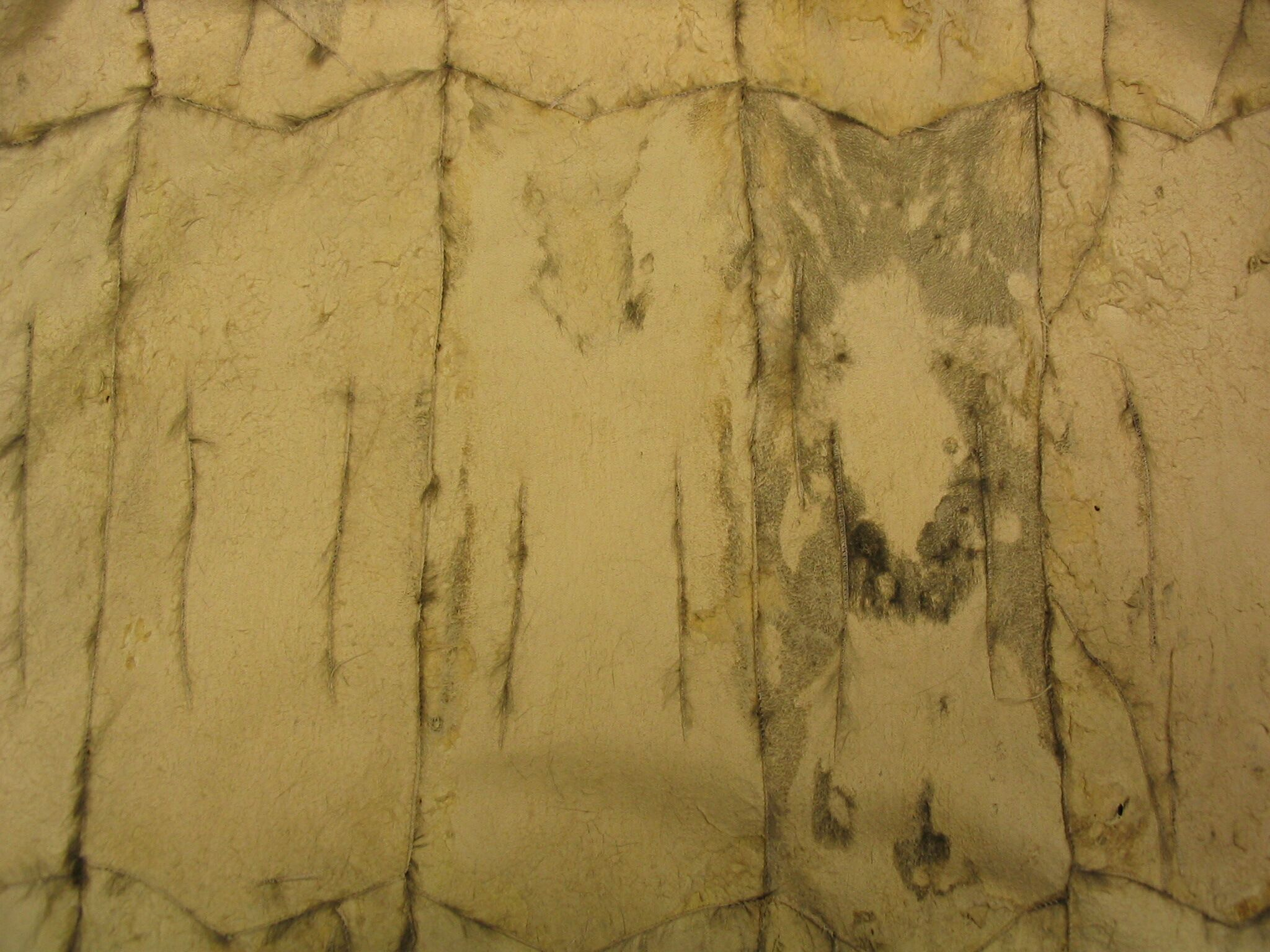
Hamsterfelle mit durch Ellipsen beseitigten „Rammelflecken“ seitlich des Rückens

Kleine Stellen werden in Form einer Ellipse herausgeschnitten und zugenäht. Im einfachsten Fall besteht sie aus einem Schnitt durch den Fehler, wonach die Unebenheiten mit der Schere egalisiert werden. Die geringste Nahtmarkierung verursacht in der Regel die Längsnaht, beziehungsweise die längs des Haarverlaufs gelegte Ellipse, nur wenn nicht anders möglich wird die Ellipse diagonal oder quer gelegt werden. Es ist zu beachten, dass dadurch keine Farb- oder Haarlängenübergänge herausgeschnitten werden, insbesondere bei einer diagonal zur Haarrichtung geführten Ellipse. Es sollten möglichst nicht mehrere Ellipsen nebeneinander liegen, nebeneinander liegende Ellipsen sollten ungleich lang sein.
Eine der Ausnahmen bilden zum Scheren bestimmte Kaninfelle, hier sollen alle Schnitte möglichst schräg ausgeführt werden. Der Pelzveredler begründet das damit, dass die Retikularschicht der Lederhaut bei diagonal liegenden Schnitten besser glatt zu strecken ist und die bei Längsschnitten entstehende Tütenbildung vermieden wird, die beim Scheren an diesen Stellen zu Fehlschuren führen würde.

### Stück einsetzen (Stückeln)

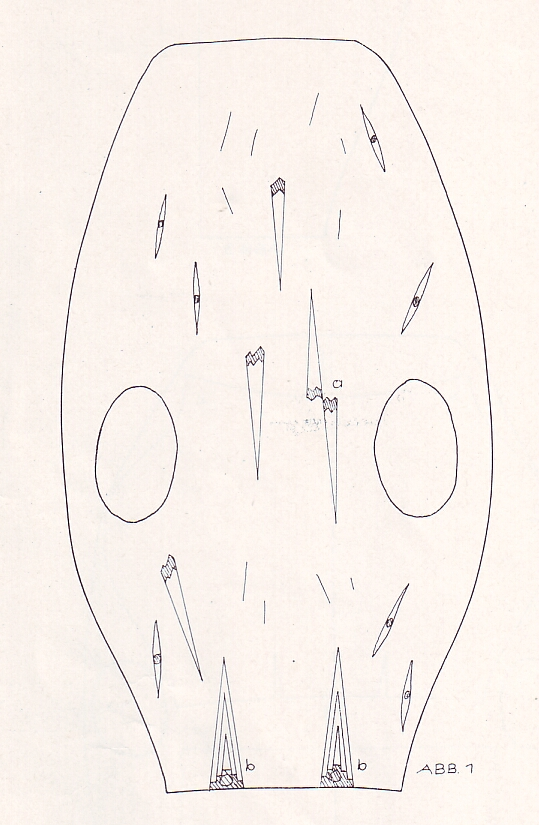
Sealfell (Skizze) mit eingezeichneten Anbrachnähten

Insbesondere bei gelocktem Fell ist das Ausstückeln die bevorzugte Reparaturart, vor allem bei größeren Kahlstellen. Das Einsetzen eines passenden Fellstücks geschieht mit Teilen anderer Felle der gleichen Materialart und Struktur, möglichst in einer dreieckigen Form, die sich am rationellsten und saubersten nähen lässt. Bei ungelocktem Fell wird es selten möglich sein, ein aus dem gleichen Fellteil stammendes, passendes Stück zu finden. Um den Nahtverlust auszugleichen, müssen die einzusetzenden Stücke in jeder Richtung, längs und quer, etwa drei bis vier Millimeter größer sein als das aufzufüllende Loch.

### Zunge ziehen (Keilschnitt)
Die Zunge, auch verschiedentlich als Triangel bezeichnet, wird beim Anbrachen der Felle sehr häufig eingesetzt. Lediglich bei sehr kurzhaarigem Material (Breitschwanz, flachem Kalbfell oder flachem Fohlenfell) verbietet sich ihre Anwendung. Auch bei Fellen, die eine sehr ausgeprägte Zeichnung haben (Ozelot), kann sie nur selten angewandt werden. Hier muss ein passendes Stück eingesetzt werden.
Zungen werden auch benutzt, um Felle in verarbeitungsgerechtere Formen zu verändern. Als typisches Beispiel nennt ein Fachbuch „das Egalisieren der Vorderklauenpartie und des Pumpfes bei Nutria, der Schlösschenpartie bei Bisam und der Pumpfpartie bei Skunks“ (Pumpf = die hintere Fellpartie, dort befinden sich auch die flachhaarigen „Schlösschen“ beim Bisam).
Folgt man den Kürschnermeistern und Gewerbelehrern Malm und Dietzsch (* 1900; † 1993), dann war es kurz nach dem Jahr 1850 der Kürschner Leberecht Giese aus Leipzig, der erstmals eine „seitliche Zunge“ schnitt (am Fellrand) und damit die Entwicklung des heutigen „Zungeziehens“ startete. Der Geselle arbeitete in der Firma Starke im Geschäftshaus „Zur Goldenen Kanne“, Richard-Wagner-Straße, auf dem Gelände des heutigen „Seaside Parkhotels“. Dagegen spricht jedoch, dass bereits 1837 für die Meisterprüfung im Fürstenbistum Würzburg unter anderem verlangt wird, einen Baummarder mit zwölf Zungen zur Länge von einer Elle „auszulassen“, eine bereits bedeutend anspruchsvollere Arbeitstechnik der Kürschnerei.

#### Einfache Zunge

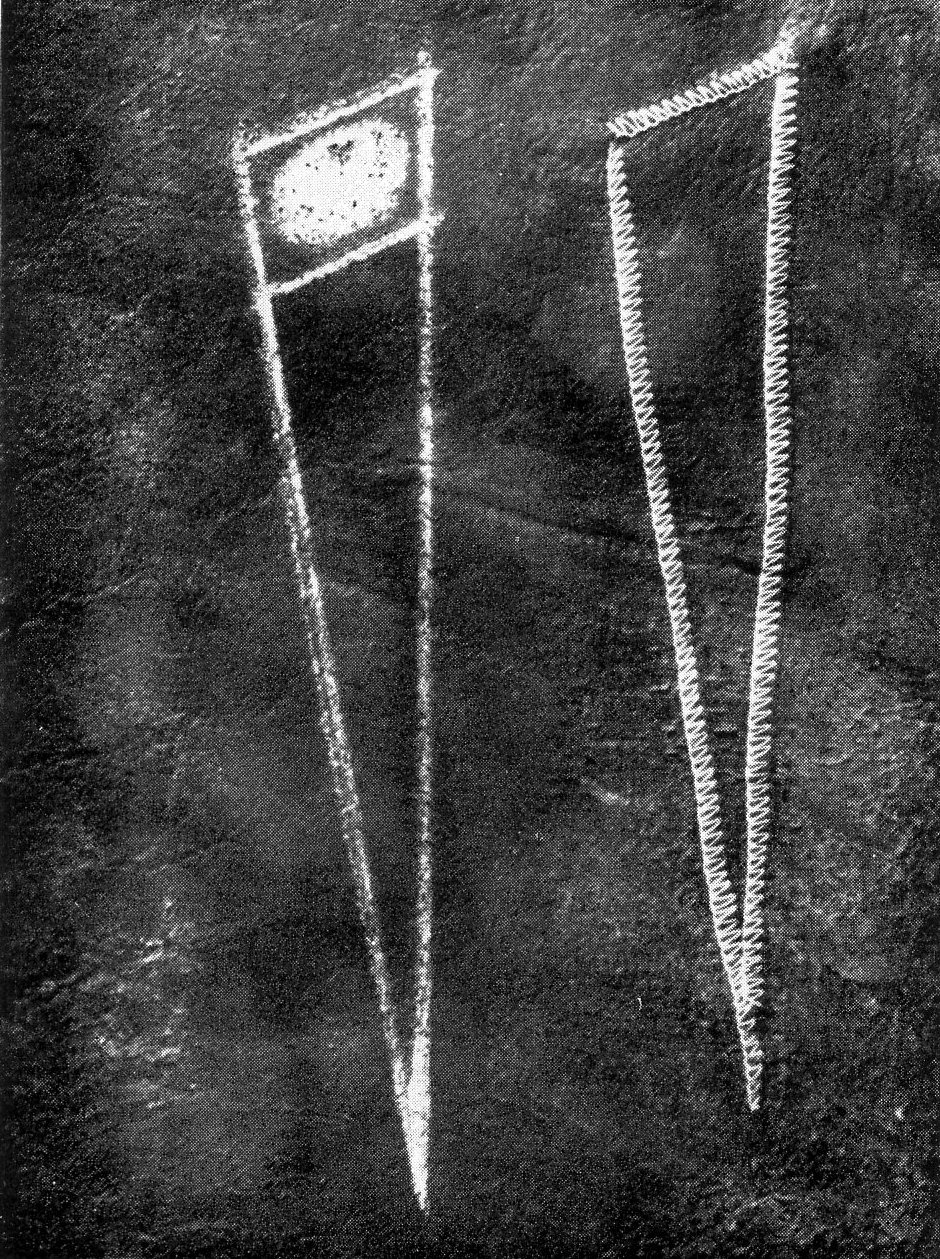
Einfache Zunge, links mit Schadstelle, rechts genäht

Ist die Schadstelle zu groß, bietet sich das Ziehen von einer oder mehrerer Zungen an, um das nach Entfernen der Stelle entstandene Loch zu schließen. Damit es besser verhaart, wird die zu reparierende Stelle als Parallelogramm ausgeschnitten, die schräge Kante quer zum Haarlauf. Eine Zunge hat die Form eines spitzwinkligen Dreiecks. Unmittelbar hinter der Reparaturstelle soll sie noch gleich breit sein (anders als hier jeweils abgebildet), um dann zum Ende angeschweift schmal auszulaufen. Sie sollte einen Winkel von 20° nicht überschreiten. Beim Nähen wird sie in das durch das Herausschneiden entstandene Loch verschoben, die am Ende des schlank auslaufenden Keiles entstehende Lücke wird zugenäht. Die Höhe der Rückentfernung und bis zu welcher Größe ein Loch mit Zungen geschlossen werden kann, ist von der individuellen Farb- und Haarstruktur sowie von der Zügigkeit des Fellleders abhängig. Um ein gutes, also nicht markierendes Ergebnis zu erzielen, wird als maximale Rückentfernung in der Regel die Länge des Unterhaars angenommen. Innerhalb gleicher Haarstruktur kann das mehr, bei sehr ungleichem Haarbild weniger sein. Deshalb müssen Farb- und Haarlängengrenzen beachtet werden, gegebenenfalls sind sie vorher vom Haar aus zu kopieren und auf der Lederseite einzuzeichnen. Ob die Zunge zur Kopf- oder Pumpfseite hin gelegt wird, richtet sich ebenfalls nach diesem Gesichtspunkt. Die zum Beispiel bei Marderarten (Nerz, Zobel) und Fuchsarten meist flachere und dunklere Nackenpartie darf nicht in den langhaarigeren hinteren Rückenbereich gerückt werden – und umgekehrt.

#### Doppelzunge, Treppenzunge

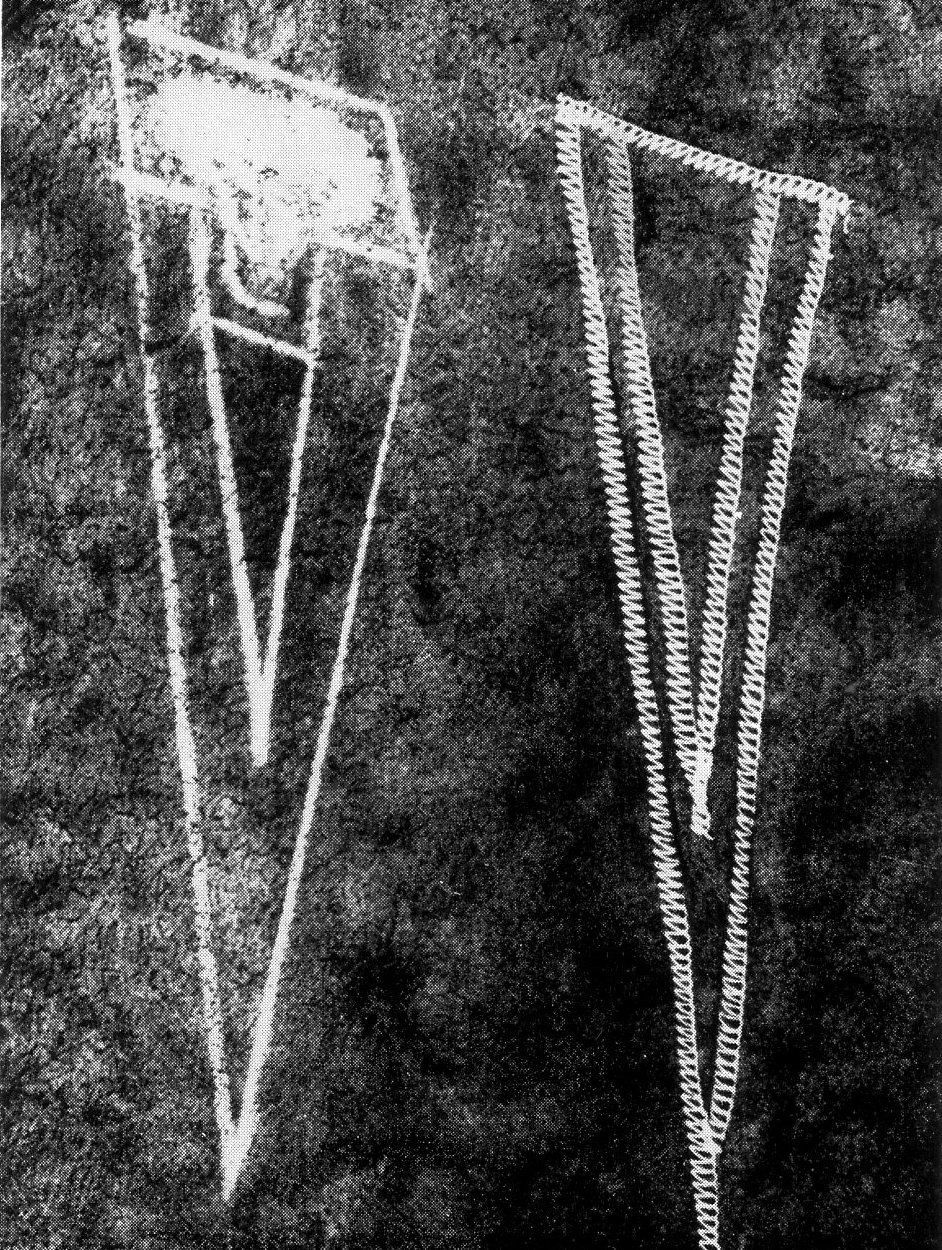
Doppelzunge, zwei Rückungen von einer Seite, rechts genäht

Bei mehreren Zungen für eine Reparaturstelle werden für den Nähvorgang die einzelnen Rückentfernungen angezeichnet. In der Regel schneidet der Kürschner die einzelnen Teile beim Anbrachen nicht völlig auseinander, sondern lässt sie bis zum Nähen an den Enden knapp verbunden.
Ein Fell ist in den verschiedenen Fellteilen unterschiedlich strukturiert. Insbesondere von der Fellmitte hin zu den Seiten verändern sich teilweise die Haarfarbe und die Haarlänge bereits innerhalb eines Zentimeters recht erheblich. Deshalb dürfen die Zungen nicht zu weit verschoben (gerückt) werden, da sonst Farb- oder Haarlängenunterschiede störend auffällig werden. Ist das Loch sehr lang, können mehrere Zungen umeinander gelegt werden, um die Rückentfernung für den einzelnen Schnitt zu verringern (ähnlich dem Auslassen von Fellen). Das Gleiche kann zusätzlich von der Gegenseite des Loches geschehen, in der Regel jeweils parallel zur Fellmitte. Ist eine Schadstelle unterschiedlich lang, bietet es sich an, sie mit zwei nebeneinander liegenden Zungen zu schließen (Treppenzunge), ebenso bei breiteren Schäden. Nebeneinander liegende Zungen sollten unterschiedlich lang enden, um die Weite nicht nur an einer Stelle wegzunehmen.

### Zusammenrücken

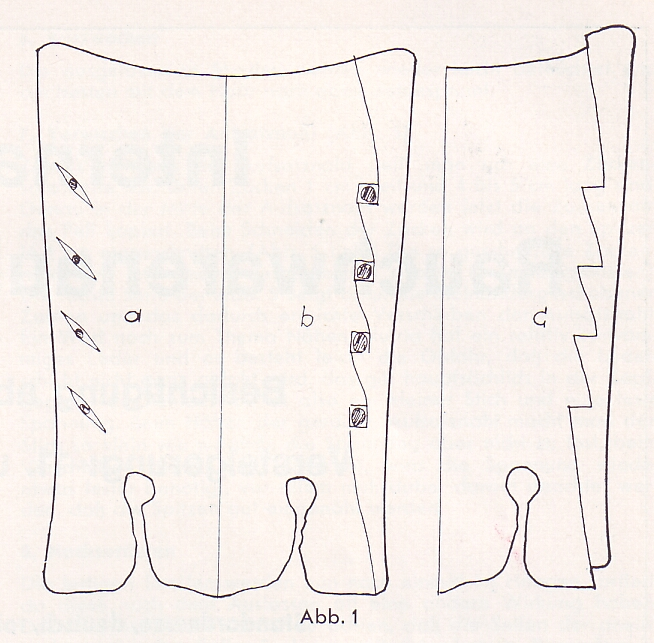
Nutriafell, Herausnehmen der Zitzen mit diagonalen Ellipsen (links) und mit Treppenschnitt (Mitte, ganz rechts genäht)

Bei sehr stark beschädigten Fellen ist es gelegentlich möglich, die gleich lang ausgeschnittenen Stellen durch Schnitte miteinander zu verbinden und ineinanderzurücken, ein Verkürzen des Fells durch Einlassen, die gegensätzliche Technik zum Verlängern durch Auslassen.
Ein gutes Beispiel für das Zusammenrücken ist das Nutriafell. Meist kann man die beim Nutria am Rücken liegenden Zitzen mit schrägen Ellipsen herausnehmen. Oft befindet sich jedoch ein größerer, kahler oder verfärbter Hof um die Saugwarzen. Dann bietet es sich an, die hintereinanderliegenden Anbrachlöcher mit Schnitten zu verbinden, auf der jeweiligen Fellhälfte jeweils die linke Lochseite mit der rechten Seite des folgenden Lochs, und die entstehende Stufenleiter zusammenzurücken (Treppenschnitt).

### Umsetzen (Umwerfen, Transportieren mit Zunge)

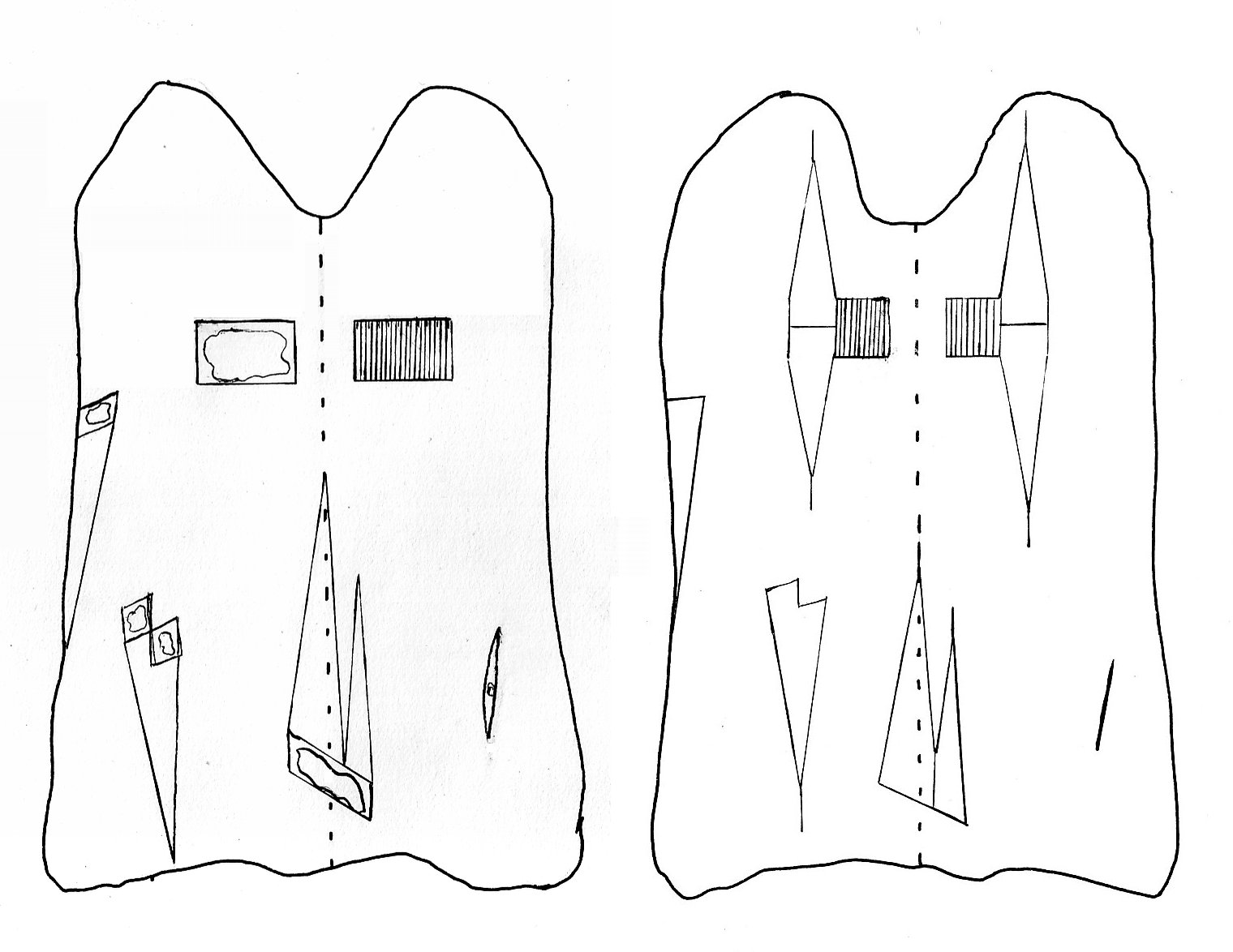
Oben Umsetzen mit je zwei Zungen, unten verschiedene Zungenarten und Ellipse (rechts genäht)

Die Idee, eine größere Fellstelle durch Fellmaterial von der Gegenseite desselben Felles zu ergänzen, wird in der Fachliteratur immer wieder beschrieben, dürfte in der Praxis jedoch nur selten zu einem guten Ergebnis führen. Sie ist, trotz des größeren Aufwands verlockend, rettet sie womöglich ein sonst nicht zu verwendendes Fell und erhält die Fellhälften gleich groß. Allein schon der Haarlauf des Felles, der sich zu den Seiten hin verändert, macht die Aufgabe problematisch. Dreht das Haar auf der linken Hälfte nach links, wird das dort gewonnene Fellmaterial auf der rechten Seite in die genau entgegengesetzte Struktur eingenäht.
Die einseitige Fehlstelle wird hierbei zu einem Quadrat oder Rechteck egalisiert und in halber Breite auf die exakt gleiche Stelle auf die Gegenseite übertragen. Die dort eingezeichnete Fläche wird in etwa 5 bis 10 Millimeter breite Längsstreifen gerader Anzahl (2, 4, 6 usw.) zerschnitten. Diese werden in umgekehrter Reihenfolge auf der Gegenseite eingenäht, so dass in beiden Hälften an gleicher Stelle ein gleich großes Loch entsteht. Diese beiden Löcher werden wie oben beschrieben mit einer oder mehreren Zungen geschlossen.

### Stopfen
Kleine dünnledrige Breitschwanz- und Galjakfelle weisen gelegentlich größere Flächen auf, in denen viele Schnatten beieinander liegen (Schnattenfelder). Wenn es wirtschaftlich sinnvoll ist auch diese Felle zu verwenden, werden die Stellen mit einer kurzen, feinen Nähnadel gestopft. Mit Handnähten werden dabei die einzelnen Schnatten durch flache Stiche auf Lederseite zusammengezogen, es liegt hierbei flächig Stich für Stich über- und nebeneinander.

Anbrachen eines Felles, eines von einem Straßenmeister aufgelesenen, überfahrenen Rotfuchses
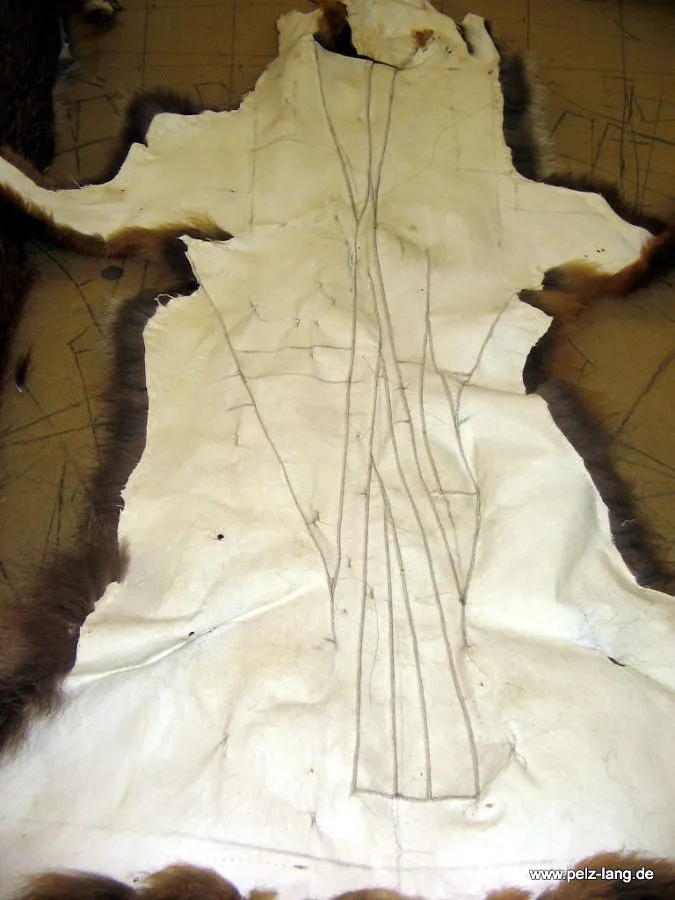
Genäht
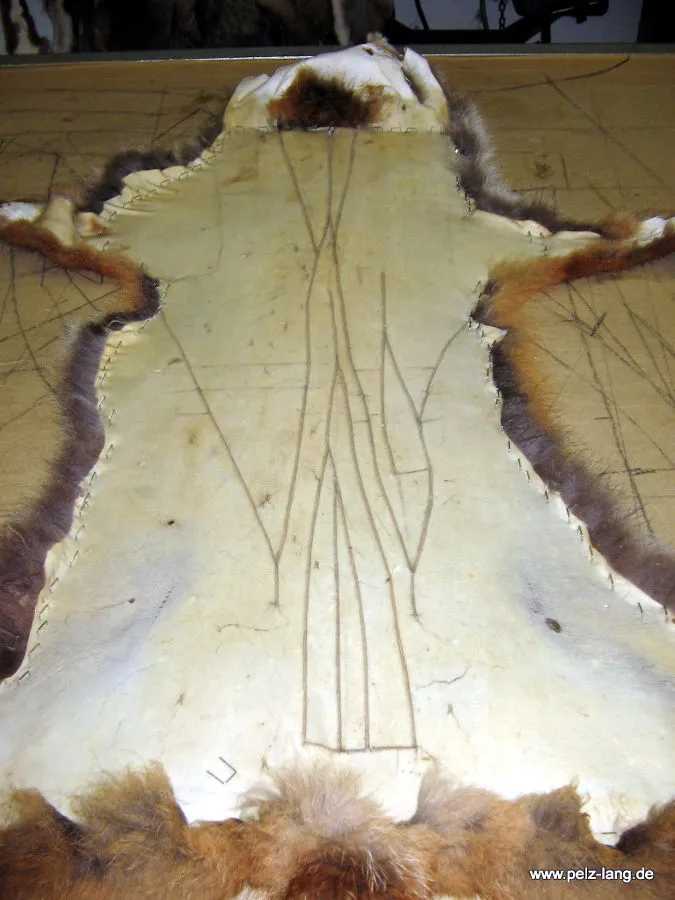
Glatt gezweckt

## Historie

Anzeigen
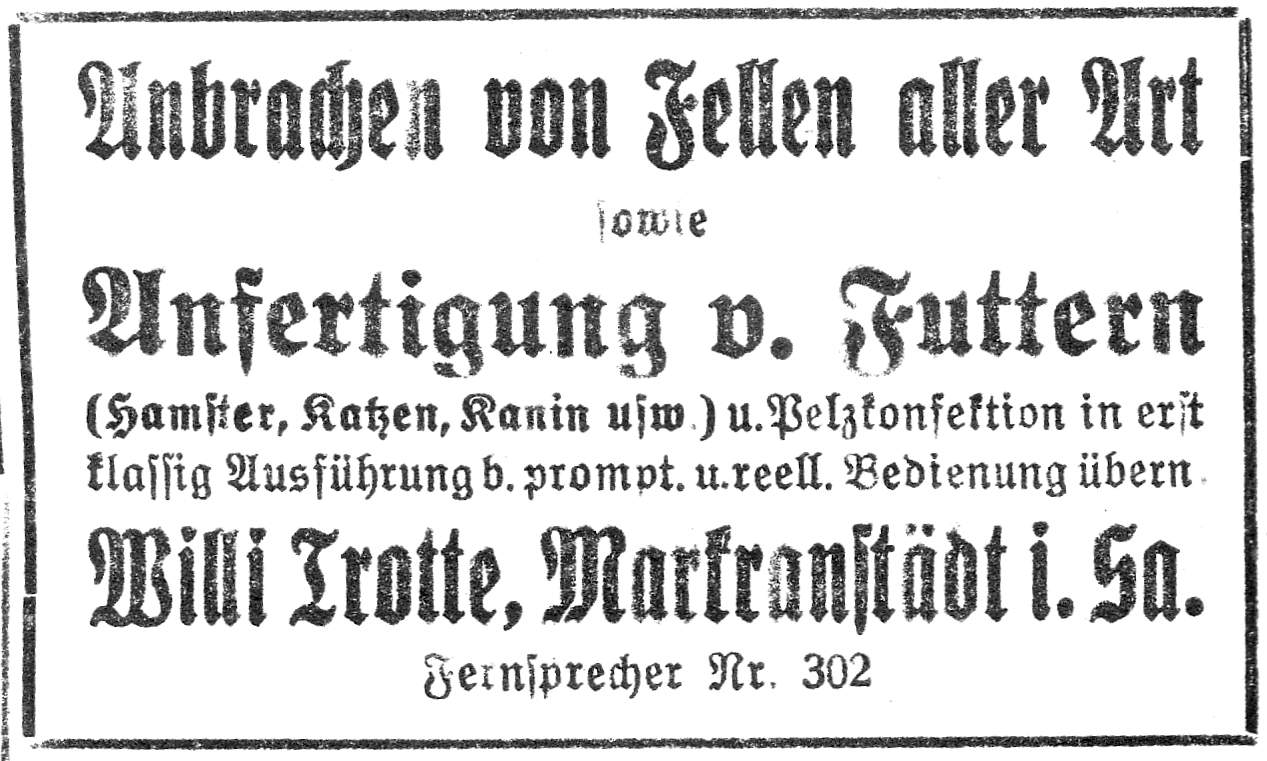
„Anbrachen von Fellen aller Art […]“ (Willi Trotte aus Markranstädt, 1922)
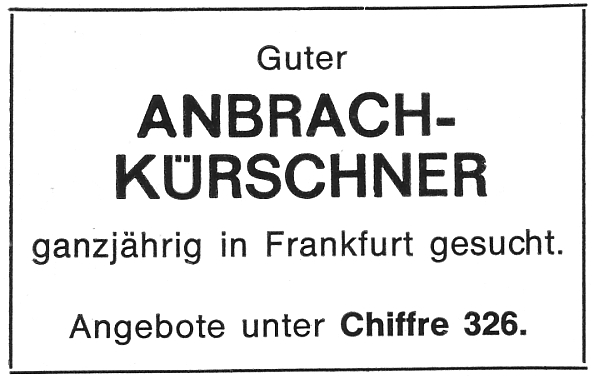
„Guter ANBRACH-KÜRSCHNER ganzjährig in Frankfurt gesucht.“ (Anzeige 1976)

- In einer innerhandwerklichen Auseinandersetzung wandten die Leipziger Kürschner am 19. August 1794 ein:

„etc. etc. Dahingegen wir quoadb. [hinsichtlich] bemerken müssen, daß der Ausdruck ‚Rauchwarenanbraachen‘ ein Handwerks-Terminus ist und nichts anderes heißt, als die bey Zurichtung der Waaren gefundenen Löcher sauber auszuschneiden und zu nähen, und diese Arbeit, sowie auch das Bestechen und Ziehen der Waaren über die Bretter, zum Zurichten der Rauchwaren gehört und einen Teil derselben ausmacht.“

- Der 1884 geborene Kürschner Wilhelm Schnell berichtete aus seinem etwa fünften Gesellenjahr, in dem er in Wien arbeitete: „Im Februar erhielt ich dann in einer Zurichterei als Anbracher Arbeit. Da ich nur 13 Kronen Wochenlohn erhielt, musste ich von meinem Ersparten nehmen, um Leben zu können.“ In der Kürschnerei hatte er in einem kleinen Detailgeschäft zuletzt wöchentlich 40 Kronen verdient, allerdings mit vielen täglichen Überstunden – der 9‑Stundentag war gerade erstritten worden – auch sonntags wurde dort bis 12 Uhr gearbeitet und zum Ende der Saison, am 15. Januar, wurde er wegen Arbeitsmangel entlassen.[15]

- Neben anderen Firmen hat auch der Rauhwarenhändler und Pelzkonfektionär Ignaz Lustig in Wien eine Maschine zum Anblasen während des Anbrachens angeboten. Er warb dafür im Jahr 1926:

„Kein lungenzerstörendes Blasen beim Bestechen mehr!

Wenn Sie die neueste Bestechmaschine ‚PIL‘ verwenden!

Kommen Sie und schauen Sie!“

Dazu abgebildet ist ein Tisch, auf dem das Fell über einen Stift gezogen werden soll, über dem sich die Luftdüse befindet. Dahinter befindet sich ein Ansaugtrichter, der die Haare in einen unter dem Tisch befindlichen Stofffiltersack befördert. Die Auslösung der Maschine erfolgt durch Fußtritte.
- Im Jahr 1954 in einem historischen Rückblick einer Fachveröffentlichung: „Fachlich nicht voll ausgebildete, sogen. ungelernte Kräfte, werden, wenn sie in Stücke verarbeitenden Betrieben (Anbrache-Kürschnereien) beschäftigt sind, auch als Anbracher oder Zwecker bezeichnet.“[17]